# Таскаєво (Юргинський округ)
Таска́єво (рос. Таскаево) — селище у складі Юргинського округу Кемеровської області, Росія.

## Населення
Населення — 143 особи (2010; 164 у 2002).
Національний склад (станом на 2002 рік):
- росіяни — 94 %